# 古川ロッパ昭和日記
古川ロッパ昭和日記（ふるかわロッパしょうわにっき）は、日本の喜劇俳優、古川ロッパ（1903年 - 1961年）が記した日記。放送作家、滝大作の監修により1987年に晶文社から発行された。
喜劇俳優、古川ロッパの現存する日記を書籍化したものであり、一部遺漏をのぞき、1934年1月1日から死の直前の1960年12月25日までの記述が収載されている。内容は自身の日常生活はもちろん、美食の記録、映画や演劇、読書の感想、時勢に対する批判など多くの事柄を細かく記しており、昭和戦前期から戦後にかけての時代風俗を知る貴重な記録でもある。
ロッパはその日の出来事を事項別にメモしたノートに記し、その翌朝、ノート類をもとに日記に付けていた。仔細に書く必要から万年筆を裏返して小さな字で記入し、余白部には追記の書き込みを設けた。当初は市販の日記帳を使っていたが、戦時中の紙不足でそれが手に入らなくなると、大学ノートに記入するようになる。このことがスペースにこだわらない「のびのびした日記気分」（1945年2月26日）を生みだし、1945年度から日記の記述が倍増し、1か月でノート1冊分にもなるほどであった。日記の総量は400字詰め原稿用紙3万枚以上とされる。

## 内容
時代の趨勢と共に日記の内容も大きく変化しているのも特色である。
- 1934年 - 1941年：ロッパのキャリアの中で最も勢いのあったころであり、表現にもポジティブな姿勢が見られ心技体共に充実している様が活写されている。
- 1942年 - 1945年7月：戦時下の制限された条件で、自身の芸を確立せんと苦戦するロッパの姿がある。時局への批判、自らを鼓舞する文言、不自由な中で美食と麻雀に溺れて現実逃避する記事などが多い。
- 1945年9月以降：時流に遅れ不遇の中にあったため、内容も愚痴や病気など悲惨なものが多い。また最後まで日記に拘泥する記事が多くなる。「ロッパ日記の本質がもっともよく現れている。…一九五九年以降、ロッパは日記によって生かされている状態になる」[3]。

1945年、ロッパは日記を戦火から守るために防空壕に入れるが、その前後から日記への記述が多くなり「日記をつけている瞬間が、天国だといふことを知ってゐるのは僕だけだ。」（1945年2月12日）とあるように日記への思い入れが強まる。この姿勢は最晩年になっても途切れることはなく「日記は俺の情熱、そして業」（1960年12月4日）と記している。

## 日記の発表
日記については、ロッパの生前に、食に関する部分が編集され『ロッパの悲食記』（1959年）として発表されただけで、その後は未公開のまま遺族が保存していたが、1982年、終戦記念日特別番組の制作において、NHKのプロデューサー滝大作によって再発見される。放送後、関係者の了解を経て、1987年晶文社から「戦前編」「戦中編」「戦後編」「晩年編」の4巻として発表された。しかし、膨大な量ゆえ全文収録とはいかず、特に戦後編・晩年編は全体の1、2割程度の抄録とみられる。

## 紛失した部分について
まず、1935年分はロッパが東京丸の内進出を果たした重要な年の出来事が記されていたが、晩年のロッパが昔を懐かしんで何度も読むうちに紛失した。もう一つの終戦前後の部分は大学ノート一冊分に記入したものだが、知人に貸したまま紛失した。滝大作は2巻揃ってこそ価値があるとし、万が一発見された時は別巻にして発表したいと述べている。
2024年8月、行方不明となっていた終戦前後45年7月28日～9月3日の日記が、早稲田大学演劇博物館で発見されたと報じられた。